# أنتونيو بينتو دوس سانتوس
أنتونيو بينتو دوس سانتوس (بالبرتغالية: Bentinho‏) (18 ديسمبر 1971 في مونتيس كلاروس في البرازيل – )؛ هو لاعب كرة قدم سابق كان يلعب كمهاجم.

## وصلات خارجية
- أنتونيو بينتو دوس سانتوس على موقع رابطة كرة القدم اليابانية للمحترفين (اليابانية)
- أنتونيو بينتو دوس سانتوس على موقع قاعدة بيانات كرة القدم.إي يو (الإنجليزية)
- أنتونيو بينتو دوس سانتوس على موقع Soccerway.com (الإنجليزية)
- أنتونيو بينتو دوس سانتوس على موقع عالم كرة القدم.نت (الإنجليزية)